# Saint-Germain-de-Longue-Chaume
 Saint-Germain-de-Longue-Chaume  es una población y comuna francesa, en la región de Poitou-Charentes, departamento de Deux-Sèvres, en el distrito de Parthenay y cantón de Parthenay.

## Demografía
| 513 | 474 | 439 | 419 | 368 | 322 |
| Para los censos de 1962 a 1999 la población legal corresponde a la población sin duplicidades (Fuente: INSEE [Consultar]) |     |     |     |     |     |